# Goliad County
Goliad County je okres ve státě Texas v USA. K roku 2010 zde žilo 7 210 obyvatel. Správním městem okresu je Goliad. Celková rozloha okresu činí 2 226 km².